# Хатико: Самый верный друг
«Хатико: Самый верный друг» (англ. Hachi: A Dog’s Tale) — британско-американский драматический фильм 2009 года, ремейк японского фильма «История Хатико». Оригинальный фильм рассказывает реальную историю Хатико — японского пса породы акита-ину, который в течение 9 лет каждый день в одно и то же время приходил на вокзал встречать умершего хозяина. Эта версия переносит историю в современный американский контекст. Фильм был снят Лассе Халльстрёмом, сценарий написали Стивен Линдси и Кането Синдо, продюсеры Ричард Гир и Билл Джонсон. В главных ролях Ричард Гир, Джоан Аллен, Сара Ремер, Джейсон Александер и Кэри-Хироюки Тагава.
Премьера фильма состоялась 13 июня 2009 года на Международном кинофестивале в Сиэтле, а его первый театральный показ состоялся 8 августа 2009 года в Японии. Фильм был выпущен 22 октября 2009 года в России и 12 марта 2010 года в Великобритании благодаря Entertainment Film Distributors и был выпущен в более чем 60 странах в течение 2009 и 2010 годов. К концу сентября 2010 года зарубежные кассовые сборы фильма составили более 45 миллионов долларов. Sony Pictures Entertainment решила отказаться от театрального показа в США, выпустив фильм на DVD 9 марта 2010 года и в конечном итоге продав его каналу Hallmark, где он дебютировал 26 сентября того же года.

## Сюжет
Профессор университета Паркер Уилсон находит на вокзале маленького потерявшегося щенка, отправленного из Японии в Америку. Так как за ним никто не является, Паркеру приходится оставить щенка у себя. За то время, что собака живёт у профессора, между ними возникает крепкая дружба. Паркер очень сильно привязывается к своему новому приятелю. Каждый день Хатико провожает хозяина до вокзала, когда тот отправляется на работу, а вечером приходит к вокзалу, чтобы встретить его. В один из дней профессор скоропостижно умирает на лекции в университете от сердечного приступа. Не дождавшись хозяина, Хатико продолжает приходить на станцию, не пропуская ни одного дня.
Несмотря на то, что пса пытаются забрать себе родственники профессора, он неизменно возвращается на станцию. Местные торговцы и железнодорожники подкармливают Хатико, восхищаясь его упорством и преданностью.
Вскоре о необычной собаке узнают газетчики, и Хатико становится героем прессы. До конца своих дней Хатико ежедневно приходит на станцию к прибытию поезда и ждёт до самого вечера, что вот-вот его хозяин выйдет из очередного поезда. Он так и не приходит, но Хатико — верный пёс — не оставляет своего места. На этой станции преданный пёс и умирает, так и не дождавшись своего хозяина.

## В ролях

### Главные роли
- Чико, Лайла и Форрест — Хатико
- Ричард Гир — профессор университета Паркер Уилсон (прототип — Хидэсабуро Уэно)
- Джоан Аллен — Кейт Уилсон
- Сара Ремер — Энди Уилсон
- Робби Саблетт — Майкл

### Второстепенные роли
- Кэри-Хироюки Тагава — Кен Фудзиёси
- Джейсон Александер — Карл Бойлинс
- Эрик Авари — Джесс
- Давиния МакФэдден — Мэри Энн
- Кевин ДеКосте — Ронни
- Тора Халлстрем — Хэзер

## Производство
В финальных титрах есть предупреждение об отказе от ответственности: «Хотя многие любят как домашнее животное, акиты рекомендуются только преданным и опытным владельцам собак», направляя зрителей в Американское гуманное общество и Американский Кеннел-клуб для получения дополнительной информации.
Когда Дэвид Ицкофф писал о фильме 24 сентября 2010 года в статье под заголовком «У фильма есть два больших имени и собака, но нет больших экранов», он сообщил, что Sony отказалась комментировать своё решение не выпускать фильм в кинотеатрах США.
Цвет в сценах, снятых с точки зрения собаки, ненасыщен почти до черно-белого. Хотя есть несколько сцен с точки зрения Хатико, фильм никогда не ставит человеческий диалог в разум/рот Хатико.

Тренер по животным Марк Харден и его команда обучили трёх акитов — Лейлу, Чико и Форрест, которые сыграли роль Хачи в фильме . Харден принял Чико после завершения фильма. Тренер Дэвид Оллсберри усыновил Лейлу после съёмок. Репортер «New York Times» Дэвид Ицкофф повторил описание Ричардом Гиром сложного процесса знакомства со своими собаками: 
Господин Гир сказал, что «определённость беспокойства о том, будем ли мы ладить? Их нельзя купить». Но примерно через три дня он сказал: «Одна из собак подошла и положила голову прямо мне на колени. И это был важный момент — меня приняли в стаю».
Фильм основан на настоящей японской акита-ину Хатико, родившейся в Одатэ, Япония, в 1923 году. После смерти своего владельца Уэно Хидэсабуро в 1925 году, и на следующий день Хатико вернулся на станцию Сибуя и каждый день в течение следующих девяти лет ждал своего хозяина, пока не умер в марте 1935 года. Бронзовая статуя Хатико находится перед станцией Сибуя в его честь, в том месте, где он ждал. Хатико известен по-японски как chūken Hachikō (敏ハチ公) «верная собака Хатико», хати означает «восемь», а ко означает «привязанность». Фильм заканчивается текстовой панелью, обобщающей историю настоящего Хатико, фотографией собаки и снимком бронзовой статуи. Согласно заключительным картам фильма, настоящий Хатико умер в марте 1934 года, в то время как более ранний фильм Хатико Моногатари и другие источники утверждают, что его фактическая смерть произошла в марте 1935 года (9 лет и 9 месяцев после смерти профессора Уэно).
Большая часть съёмок проходила в Бристоле, штат Род-Айленд, и Вунсокете, Род-Айленд. Единственная устная ссылка на фактическое место, где проходили съёмки — это когда газетный репортер Тедди заявляет, что он работает в Woonsocket Call (ежедневной газете Woonsocket).
Дополнительными местами были Род-Айлендский университет в Кингстоне, Род-Айленд, вдоль Механический театр Providence and Worcester Railroad и Columbus, расположенный в Провиденсе, Род-Айленд. Второе производственное подразделение снимало сцены в Японии. Кадры были сняты в (теперь закрытой) начальной школе Рейнольдса в Бристоле.

## Реакция
В октябре 2009 года Кристофер Ллойд из «Sarasota Herald Tribune» дал фильму 4 звёзды из 5, отметив: «Хатико: Самый верный друг — это слезоточивый рывок. Вы можете возмущаться эмоциональной манипуляцией этим фильмом, но я призываю даже самому жестокому кинозрителю не пролить немного соленой воды во время его просмотра.
В июне 2009 года Алисса Саймон из «Variety» описала фильм как «сентиментальную, повторяющуюся историю… возвращаясь к ценностям, производству и тому, иному, более ранней эпохи. […] Это семейное-дружеское, а не семейное; детям, скорее всего, будет скучно. […] Тем не менее, молчаливое горе и достоинство собаки будут трогать все сердца, кроме самых тяжелых. Основная проблема [] картины заключается в том, что в её человеческой истории не хватает драмы; Хати является центральной достопримечательностью».
На «Rotten Tomatoes» фильм имеет рейтинг 64% на основе 28 отзывов со средней оценкой 5,88/10.

## Ознаменование
19 мая 2012 года бронзовая копия оригинальной статуи Хатико была размещена в железнодорожном депо на площади Вунсокет Депо, Вунсокет, Род-Айленд, где был снят фильм. Железнодорожное депо на площади «One Depot» было переименовано в «Hachiko Place». Церемония посвящения статуи Род-Айленда была частью фестиваля «Сакура», проведенного в трёх городах Род-Айленда: Потакет, Центральный водопад и Вунсокет. На церемонии присутствовали такие высоставленные лица, как мэр Вунсокета и генеральный консул Японии. У статуи были посажены две вишни. Посетитель из Akita-mix в Нью-Джерси (также называемого Хати) был приглашён принять участие в церемонии перерезания ленты в качестве «реального заместителя для Хатико».
Коридор наследия долины Блэкстоун и Совет по туризму долины Блэкстоун создали раздаточный материал с полезной информацией для людей, которые хотят совершить экскурсию по местам съёмок фильма.
В память о ежедневном нахождении на станции Сибуя была установлена одинокая статуя Хатико в 1934 году, даже когда пёс был ещё жив.

## Музыка
Саундтреком к фильму является композиция «Goodbye», написанная Яном Качмареком. Также в фильме присутствует композиция Иоганна Себастьяна Баха.
| №   | Название                                  | Длительность |
| --- | ----------------------------------------- | ------------ |
| 1.  | «Japan»                                   | 3:26         |
| 2.  | «New Home»                                | 1:47         |
| 3.  | «The Foot»                                | 2:40         |
| 4.  | «Dance Rehearsal»                         | 2:15         |
| 5.  | «Storm and the Rescue»                    | 1:36         |
| 6.  | «The Second Dance»                        | 0:51         |
| 7.  | «Under the Fence»                         | 1:51         |
| 8.  | «Treats from Cate»                        | 1:52         |
| 9.  | «Parker's Dance Played on Piano»          | 3:42         |
| 10. | «Parker and Hachi Walk to the Station»    | 2:04         |
| 11. | «Baby»                                    | 1:23         |
| 12. | «Marriage Bath»                           | 3:27         |
| 13. | «Fetch»                                   | 2:12         |
| 14. | «To Train Together»                       | 3:25         |
| 15. | «Packing Boxes»                           | 2:15         |
| 16. | «Parker and Hachi»                        | 3:28         |
| 17. | «Hachiko Runs Away»                       | 4:27         |
| 18. | «Memory of the Storm»                     | 1:36         |
| 19. | «Hachi-Waiting for Parker Again»          | 2:51         |
| 20. | «Hachi's Last Trip to the Station»        | 2:06         |
| 21. | «Goodbye»                                 | 2:10         |
| 22. | «Hachi, Parker, Cate and Memories»        | 3:58         |
| 23. | «Hachi's Voice (Version 1) (Bonus track)» | 0:14         |
| 24. | «Hachi's Voice (Version 2) (Bonus track)» | 0:10         |
| 25. | «Hachi's Voice (Version 3) (Bonus track)» | 0:11         |
| 26. | «Hachi's Voice (Version 4) (Bonus track)» | 0:09         |